# Contim
Contim ist ein Ort und eine ehemalige Gemeinde (Freguesia) im portugiesischen Kreis Montalegre. Die Gemeinde hatte 87 Einwohner (Stand 30. Juni 2011).
Am 29. September 2013 wurden die Gemeinden Contim, Fiães do Rio und Paradela zur neuen Gemeinde União das Freguesias de Paradela, Contim e Fiães zusammengeschlossen.